# Polán
Polán é um município da Espanha na província de Toledo, comunidade autónoma de Castilla-La Mancha, de área 158 km² com população de 3.758 habitantes (2006) e densidade populacional de 22,23 hab/km².

## Demografia
| Variação demográfica do município entre 1991 e 2004 | Variação demográfica do município entre 1991 e 2004 | Variação demográfica do município entre 1991 e 2004 | Variação demográfica do município entre 1991 e 2004 |
| --------------------------------------------------- | --------------------------------------------------- | --------------------------------------------------- | --------------------------------------------------- |
| 1991                                                | 1996                                                | 2001                                                | 2004                                                |
| 3094                                                | 3246                                                | 3411                                                | 3523                                                |